# Florêncio Sisínio Vieira
Dom Florêncio Sisínio Vieira (Jiquiriçá, 11 de maio de 1901- Salvador, 2 de outubro de 1994) foi um bispo católico brasileiro, o primeiro bispo da Diocese de Amargosa.

## História
Ingressou no Seminário Santa Teresa, em Salvador, em 1912, onde fez os estudos eclesiásticos, sendo ordenado em 30 de novembro de 1923, com especial permissão da Santa Sé por causa de sua idade.
Como vigário atuou nas paróquias, de São Felipe (1923-1930), Amargosa (1930-1932) e Nossa Senhora da Penha no bairro Itapagipe em Salvador (1932-1942).
Em 15 de abril de 1942 foi nomeado pelo papa Pio XII como primeiro bispo de Amargosa. Sua ordenação episcopal ocorreu na Catedral Basílica Primacial São Salvador em Salvador no dia 2 de agosto de 1942 sendo ordenado pelo primaz do Brasil D. Augusto Álvaro da Silva. Tomou posse na sede da diocese no dia 15 de agosto de 1942, no mesmo dia aconteceu a solenidade de instalação da nova diocese.
Em vinte e sete anos no governo da diocese desenvolveu várias ações entre elas a criação do Seminário Diocesano. Criou várias paróquias, ordenou muitos padres e trouxe para a diocese várias congregações religiosas.
Em 31 de janeiro de 1969 sua renúncia foi aceita pelo Papa Paulo VI. Após sua renúncia, mudou-se para o Carmelo da Bahia, onde viveu mais 22 anos quando faleceu em 1994. Seu corpo foi sepultado na Catedral de Amargosa.